# Paistu (obec)
Obec Paistu (estonsky Paistu vald) byla samosprávná obec náležející do estonského kraje Viljandimaa. Obec se rozkládala přibližně 13 km jižně od krajského města Viljandi na území 129 km². Na severu sousedila s obcemi Pärsti a Viiratsi, na východě s obcí Tarvastu, na jihu s obcí Karksi a na západě s obcí Halliste. Po místních volbách v roce 2013 byla začleněna do obce Viljandi.

## Osídlení
V obci žije přibližně půl druhého tisíce obyvatel v celkem 16 vesnicích (Aidu, Hendrikumõisa, Holstre, Intsu, Kassi, Lolu, Loodi, Luiga, Mustapali, Paistu, Pirmastu, Pulleritsu, Rebase, Sultsi, Tömbi a Viisuküla). Správním střediskem obce je vesnice Paistu, která je se svými více než 300 obyvateli též největším sídlem v obci. Druhou největší vesnicí je Holstre s více než 200 obyvateli.

## Administrativní vývoj
Když v poslední třetině 19. století vznikaly na jednotlivých estonských panstvích občanské samosprávy, byla vesnice Paistu sídlem farnosti, k níž náležely panské statky Aidu, Heimtali, Holstre, Loodi, Tuhalaane a Õisu, které se tak staly středisky stejnojmenných obcí. Teprve v roce 1937 vznikla sloučením obcí Aidu, Loodi a Õisu nová obec, za jejíž administrativní centrum byla vybrána farní vesnice Paistu, která dala nové obci jméno.
Při velké správní reformě roku 1939, která zrušila množství malých obcí sloučením do větších celků, se nová obec Paistu proměnila už jen nepatrně — pozemky patřící Rahetsemskému mlýnu (Rahetsema veski) byly připojeny k obci Raudna.
Při poválečné sovětské reorganizaci moci byly samosprávné obce nahrazeny vesnickými sověty. Farní vesnice Paistu nebyla shledána vhodným sídlem sovětské správy a území někdejší obce Paistu se rozdělilo do několika menších vesnických sovětů. Roku 1954 však byl opětovným sloučením vytvořen vesnický sovět Paistu o rozsahu podobném někdejší obci. Po obnovení estonské samostatnosti a znovuzavedení obecní samosprávy byl vesnický sovět nahrazen obcí Paistu o stejných územních hranicích. Administrativním střediskem zůstala vesnice Paistu.

## Kultura
V obci jsou dvě základní školy s přidruženou mateřskou školou. Paistská škola (Paistu Kool), navazující na činnost někdejší farní školy, zmiňované už v 17. století, se nachází v katastru vesnice Sultsi; ve školním roce 2009/2010 měla 67 žáků ve třídách základní školy a 15 dětí v mateřské škole. Holsterská škola (Holstre Kool), která je pokračovatelkou obecní školy založené roku 1833, se nachází ve vesnici Holstre; ve školním roce 2009/2010 měla 65 žáků základní školy a 13 dětí v mateřské škole.
V paistském kostele Panny Marie působí luterský evangelický sbor.
V Paistu je kulturní dům (Paistu Rahvamaja), který kromě kulturních pořadů nabízí několik zájmových kroužků a pronájem místností pro spolkovou činnost. Pod záštitou paistského kulturního domu se konají kulturní pořady a zájmové kroužky též v budově holsterské školy.
V Paistu a v Holstre působí vesnické knihovny.

## Pamětihodnosti
Na území obce se nachází řada pozůstatků prehistorického osídlení (mohyly, obětní kameny, zbytky sídel). Z historických pamětihodností je nejvýznamnější stavební komplex kolem farního kostela Panny Marie v Paistu, který kromě samotného kostela zahrnuje faru s několika hospodářskými budovami, prostor starého hřbitova kolem kostela a nový hřbitov na východním okraji vesnice. Ze stavebních komplexů se dále zachovalo vícero budov panského sídla v Loodi a dvě budovy panského sídla v Holstre.
Z přírodních pamětihodností je nejvýznamnější rozsáhlý Přírodní park Loodi (Loodi looduspark), územně zasahující též do sousedních obcí Pärsti a Viiratsi, vytyčený k ochraně krajiny Sakalské vysočiny a jejích jedinečných biotopů. Na území obce se rovněž nacházejí tři významná přírodní území zařazená do sítě Natura 2000.